# Steinbach (Baden-Baden)
Steinbach ist ein Ortsteil der kreisfreien Stadt Baden-Baden und hat 4054 Einwohner.
Im Jahr 1070 wurde es erstmals urkundlich im Codex Hirsaugensis erwähnt.
Am 23. August 1258 verlieh König Richard von Cornwall auf Bitten des Markgrafen Rudolf I. von Baden dem Ort Steinbach Stadtrechte nach dem Vorbild Freiburgs.
Etwa ab dem Jahr 1300 wurde eine Stadtmauer errichtet, die ein Quadrat mit einer Fläche von rund eineinhalb Hektar umschloss. Sie hatte zwei Tore: das südlich gelegene Bühler Tor mit einem Gefängnis im zweiten Stock und das nördliche Badener Tor. Steinbach war Verwaltungssitz des badischen Amtes Steinbach.
Von 1628 bis 1630 wurden in Steinbach 32 Hexenprozesse geführt, die mit der Vollstreckung des Todesurteils endeten.
Steinbach mit seinem Ortsteil Umweg und die übrigen sogenannten Reblandgemeinden Varnhalt und Neuweier gehören seit 1972 zu Baden-Baden. Zuvor gehörten die drei Orte zum Landkreis Bühl. Während Varnhalt und Neuweier und der Ortsteil Umweg sich noch in der Bergzone befinden, liegt Steinbach westlich Neuweiers in der Rheinebene.
Alle drei Weindörfer befinden sich am so genannten Ortenauer Weinpfad (Markierung: Rote Raute mit blauer Traube auf weißem Grund), der von Baden-Baden bis Offenburg reicht.
Die von den drei Gemeinden bebaute Rebfläche gehört mit ihren 325 ha zu den größten geschlossenen Weinanbaugebieten Deutschlands.
Der Ort Steinbach mit Umweg, sowie Varnhalt und Neuweier besitzen als die einzigen Orte in Deutschland außerhalb Frankens das Recht, ihren Wein in sogenannten Bocksbeuteln abzufüllen. Im 18. Jahrhundert haben die Orte dieses Recht vom Würzburger Bischof verliehen bekommen.

## Sehenswürdigkeiten
Beim Spaziergang durchs „Städtl“ trifft man auf Teile der mittelalterlichen Stadtmauer und auf die katholische Kirche St. Jakobus, in der Kunstwerke aus dem 15. Jahrhundert bis zum 20. Jahrhundert zu bewundern sind.

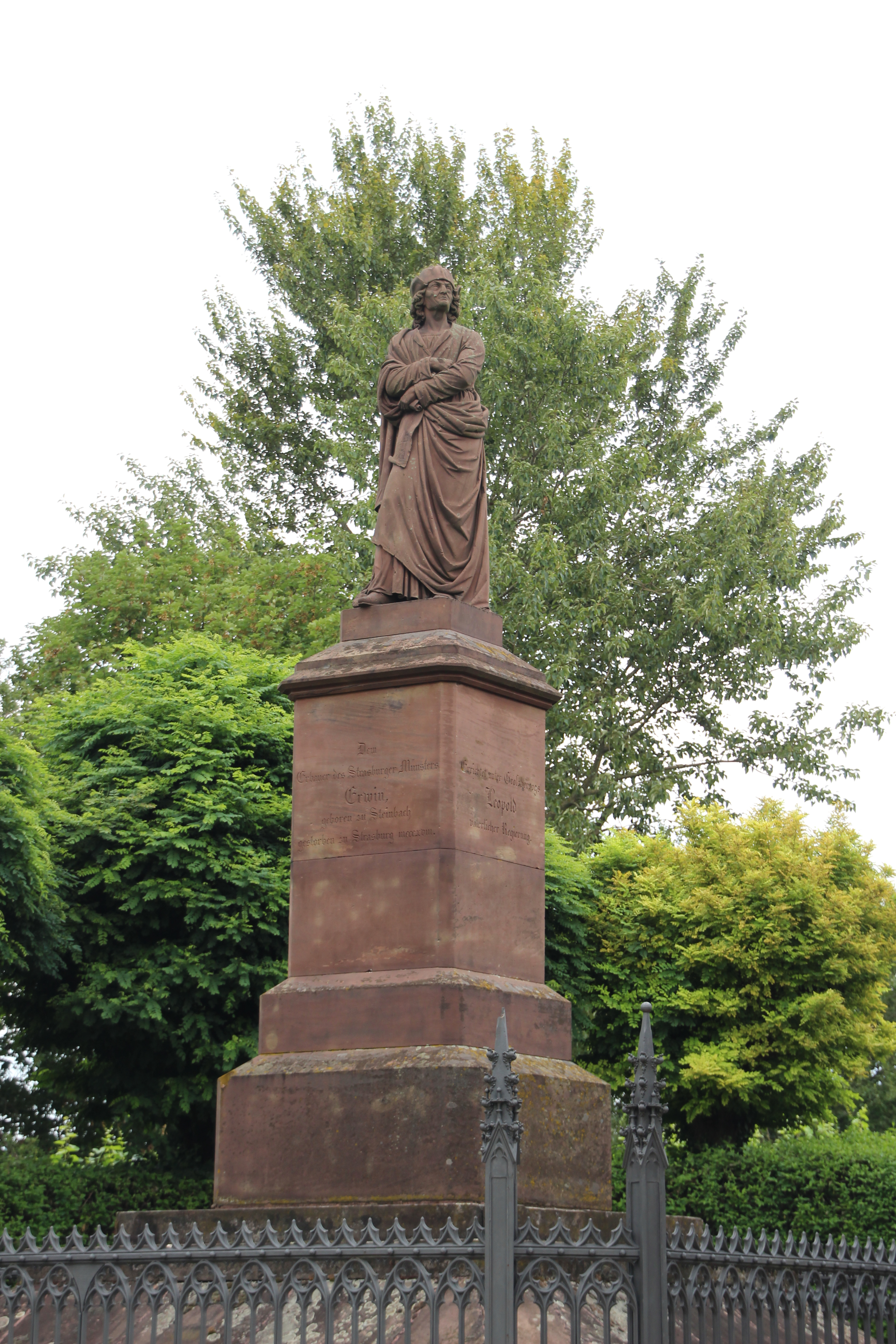
Standbild Erwins von Steinbach

Oberhalb des Friedhofs findet man ein Standbild Erwins von Steinbach, der als Baumeister an der Errichtung des Straßburger Münsters mitgewirkt hat, und in Straßburg 1318 gestorben ist. An der St.-Jakobus-Kirche befindet sich die Grabplatte des Ritters Georg von Bach († 1415), markgräflich badischer Hofmeister. Nach ihm ist die Ritter-von-Bach-Straße benannt.
Das Reblandmuseum Steinbach beherbergt eine heimatgeschichtliche Sammlung und ist im ehemaligen barocken Amtshaus untergebracht. Ausgestellt sind u. a. historische Ortsansichten, eine Bildergalerie der Markgrafen, Modelle historischer Bauwerke, Funde aus der Lehmgrube Hettler, das Uhrwerk des Kirchturms, Fotografien zur Vereinsgeschichte sowie Arbeitsgeräte für Landwirtschaft und Weinbau.
Am ersten Wochenende im Juni veranstalten die ansässigen Steinbacher Vereine die Mittelalterlichen Winzertage.
Das Wahrzeichen von Steinbach ist die Yburg.

## Ansässige Firmen und Institutionen
- Lehnhoff Hartstahl GmbH (Marktführer als Hydraulikbagger-Ausrüster, seit 1960 Firmensitz in Steinbach)
- Schöck Bauteile GmbH (Fertigbauteilehersteller für die Bereiche Wärmedämmung, Trittschallschutz und Bewehrungstechnik, größter Arbeitgeber in Steinbach, seit 1968 Firmensitz in Steinbach)
- Südbadische Sportschule Steinbach

## Vereine
Sowohl der Musikverein „Stadtkapelle Steinbach“ als auch der SR Yburg Steinbach haben zahlreiche Mitglieder und eine lange Tradition. Vor allem durch die Leichtathleten und die Handballer dieses Sportvereins wird der Name des Ortes über die Region hinaus bekannt gemacht.

## Persönlichkeiten
- Erwin von Steinbach (* um 1244 in Steinbach; † 17. Januar 1318 in Straßburg), deutscher Steinmetz und Baumeister
- Franz Xaver Werk (* 26. Mai 1769 in Steinbach; † 26. Dezember 1856 in Freiburg im Breisgau) römisch-katholischer Theologe, Geistlicher und Hochschullehrer
- Clara Ris (* 26. Oktober 1871 in Steinbach; † 24. November 1946 in Karlsruhe), Malerin
- Julius Kapp (* 1. Oktober 1883 in Steinbach; † 18. März 1962 in Sonthofen), Dramaturg und Autor
- Rudolf Eberle (* 29. März 1926 in Steinbach; † 17. November 1984 in Ludwigsburg), Volkswirt und Politiker

## Galerie

Steinbach
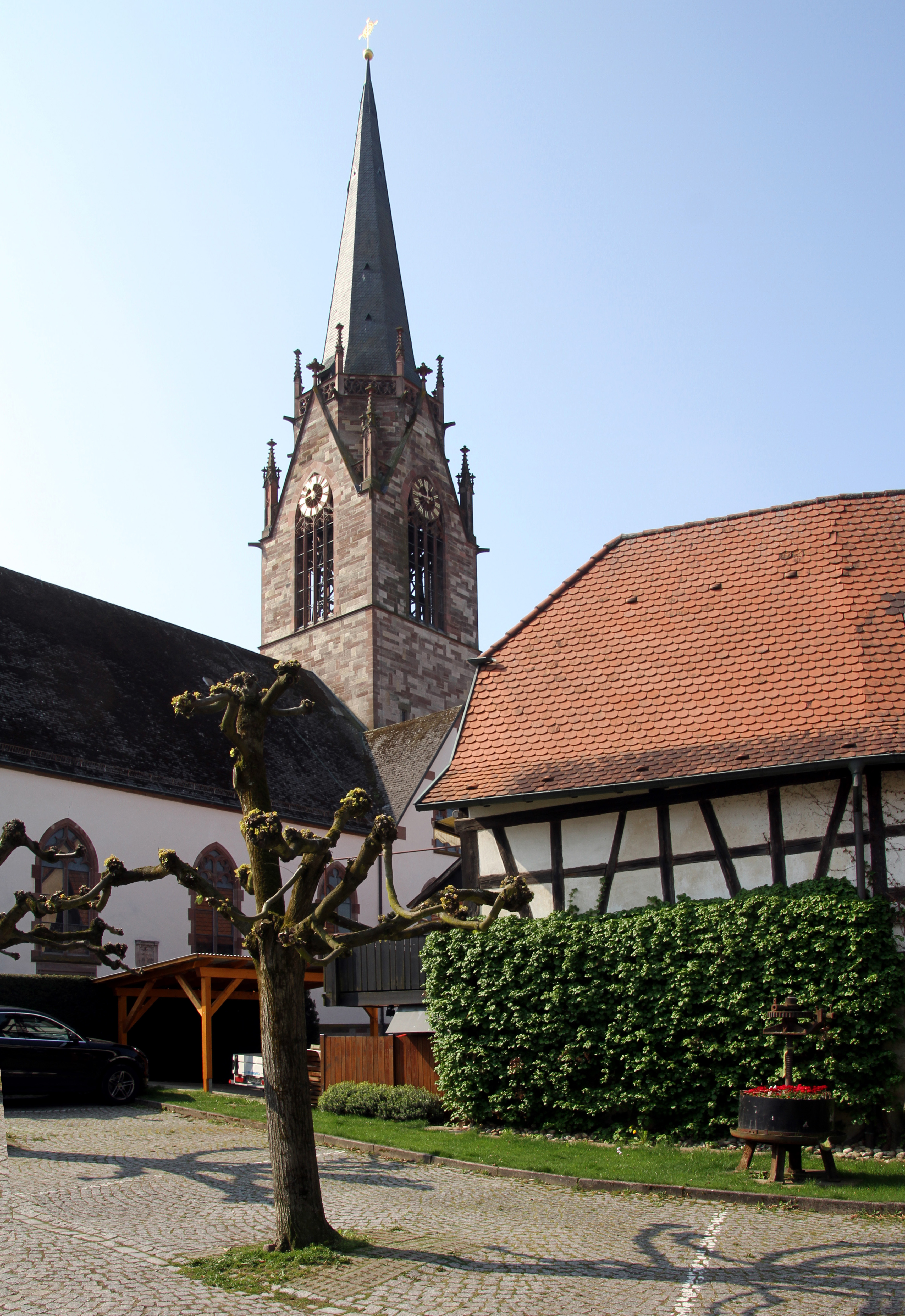
St. Jakobus
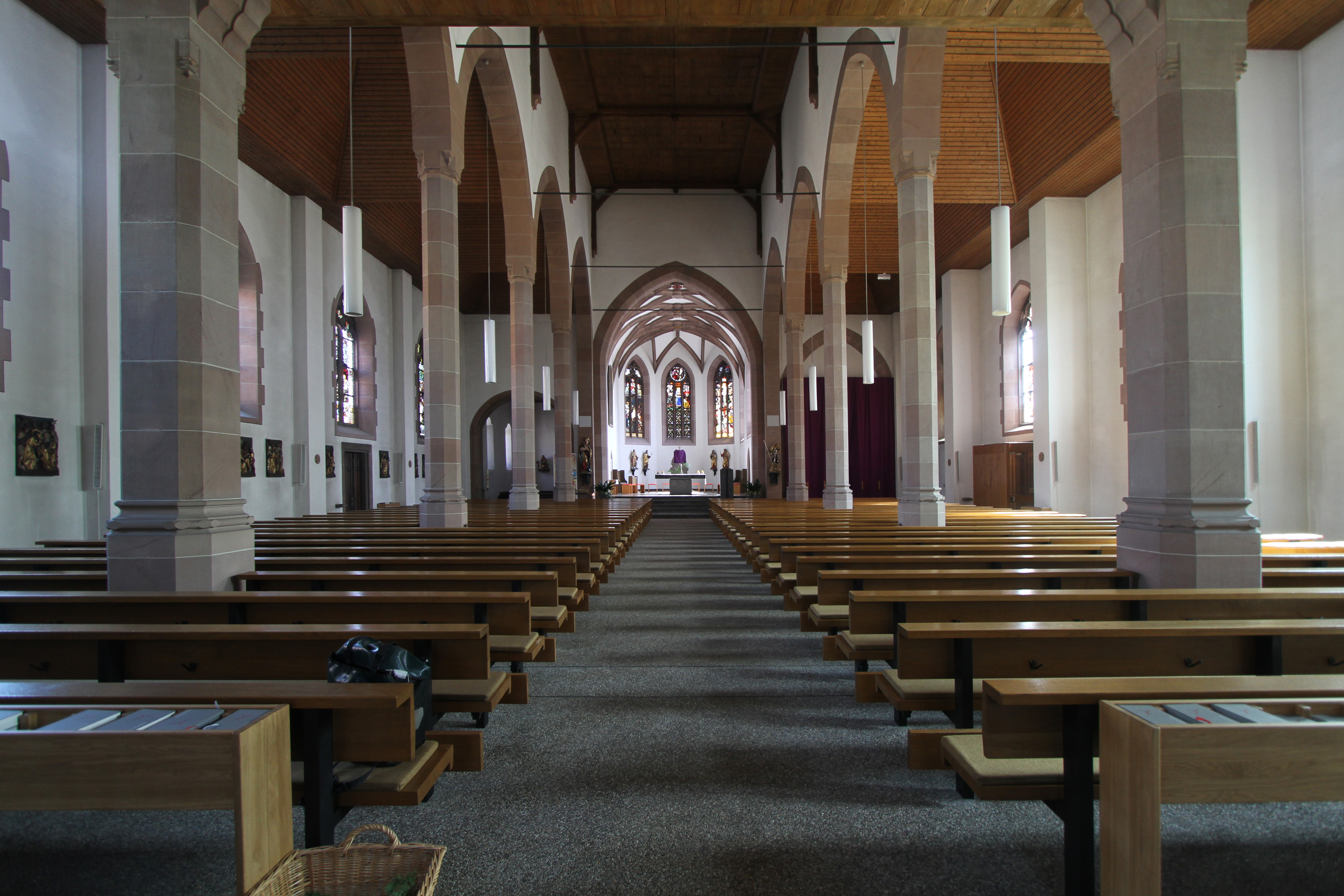
St. Jakobus
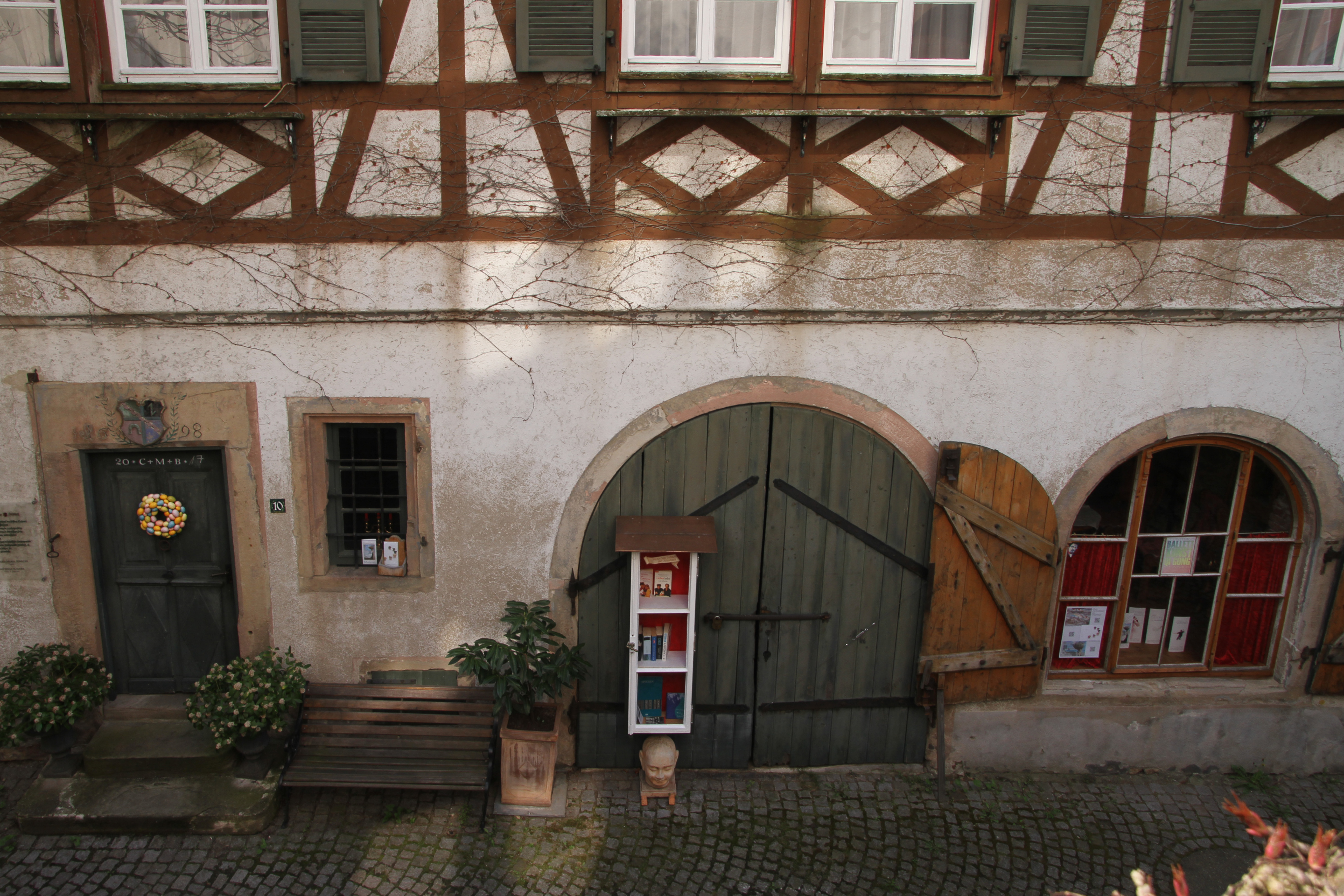
Zehnthaus
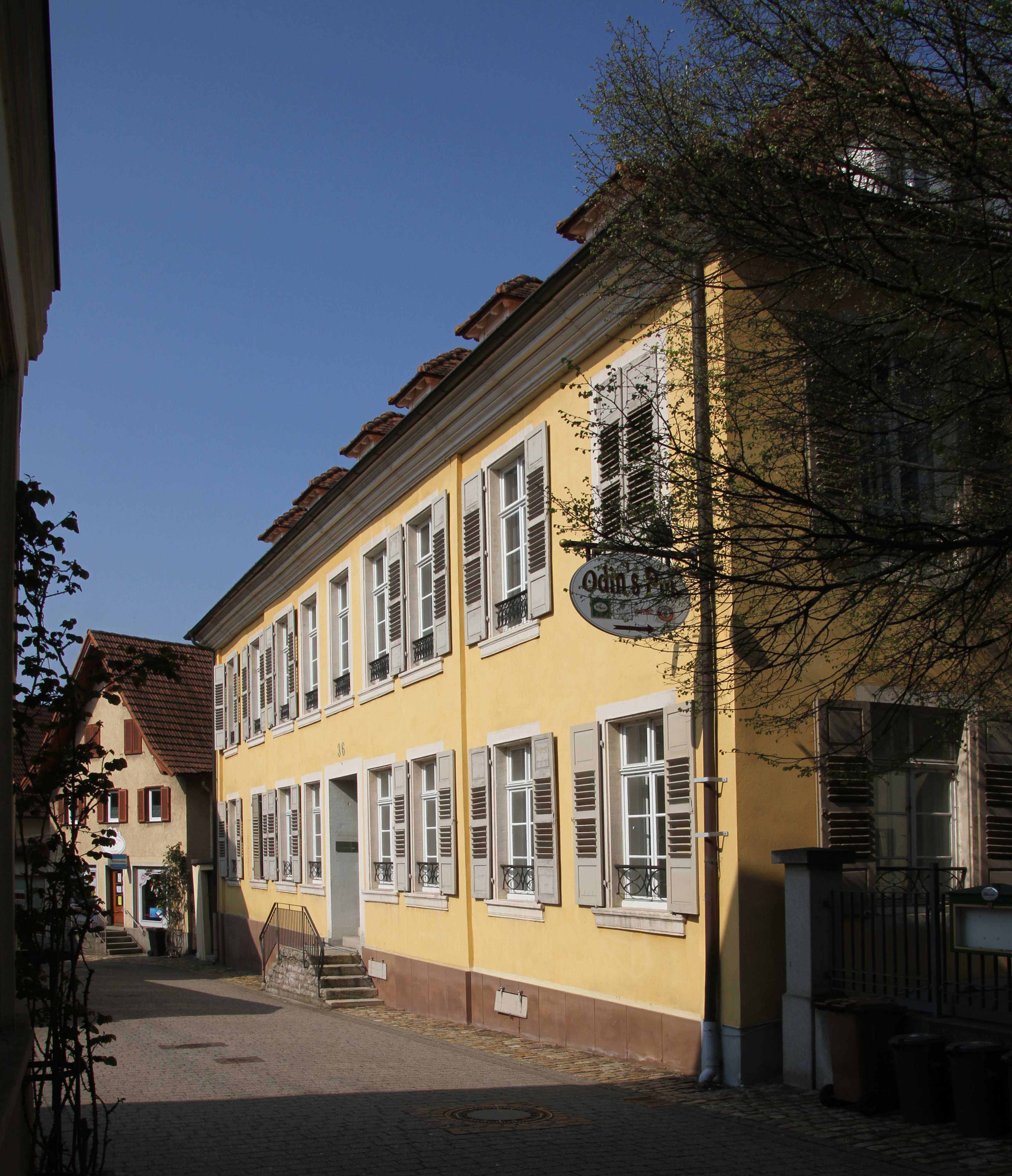
Steinbacher Straße
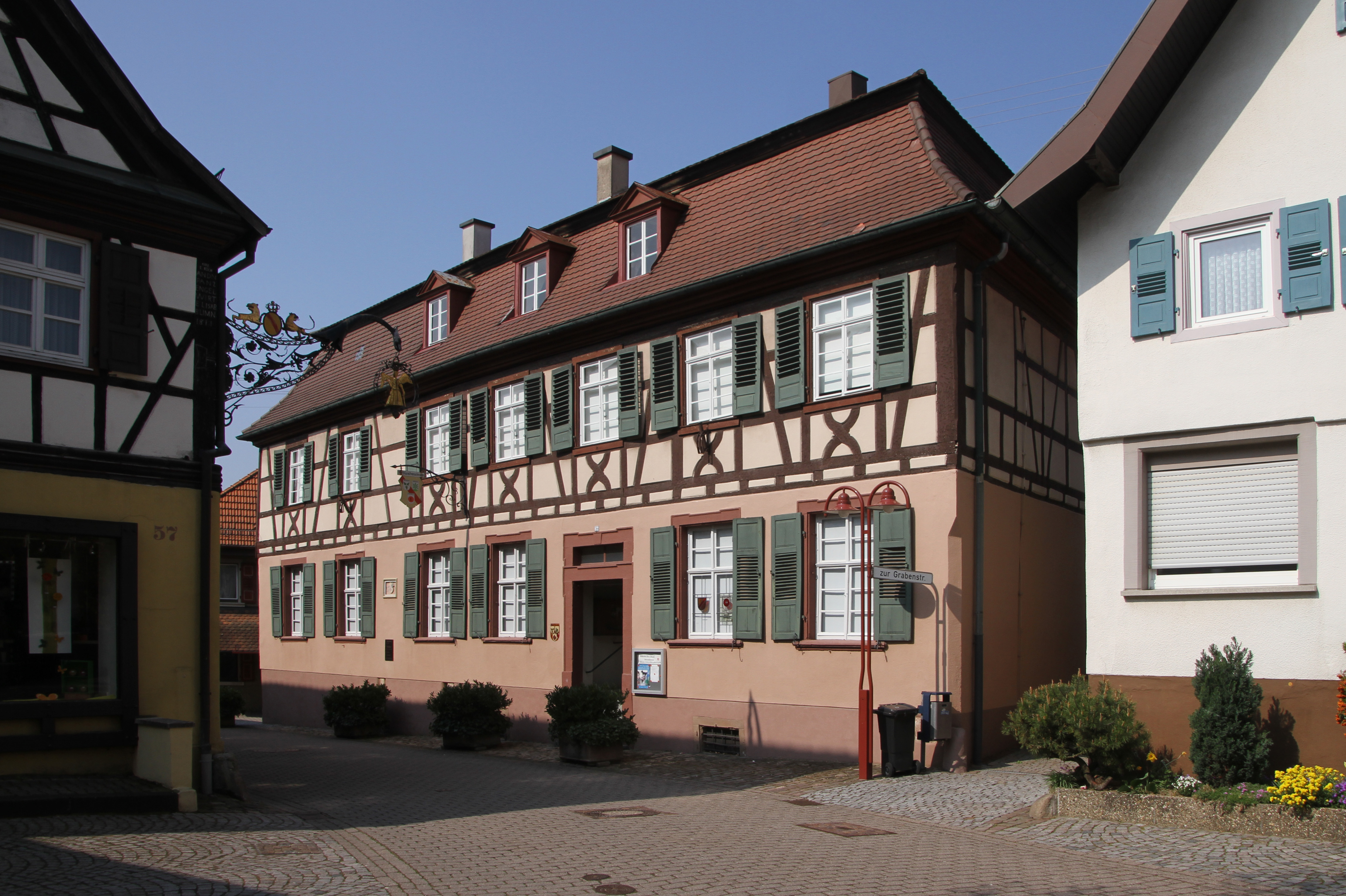
Altes Amtshaus
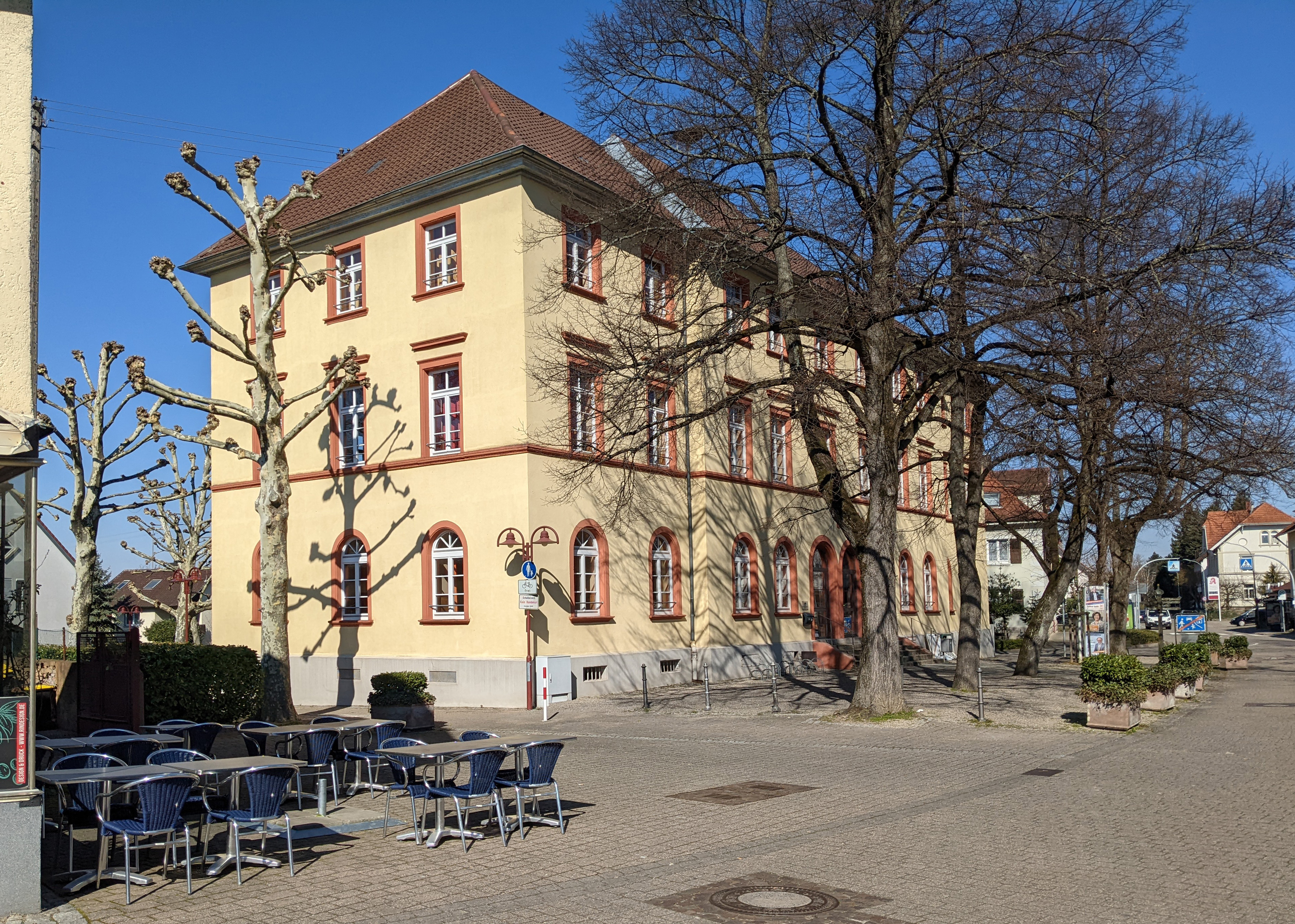
Schule
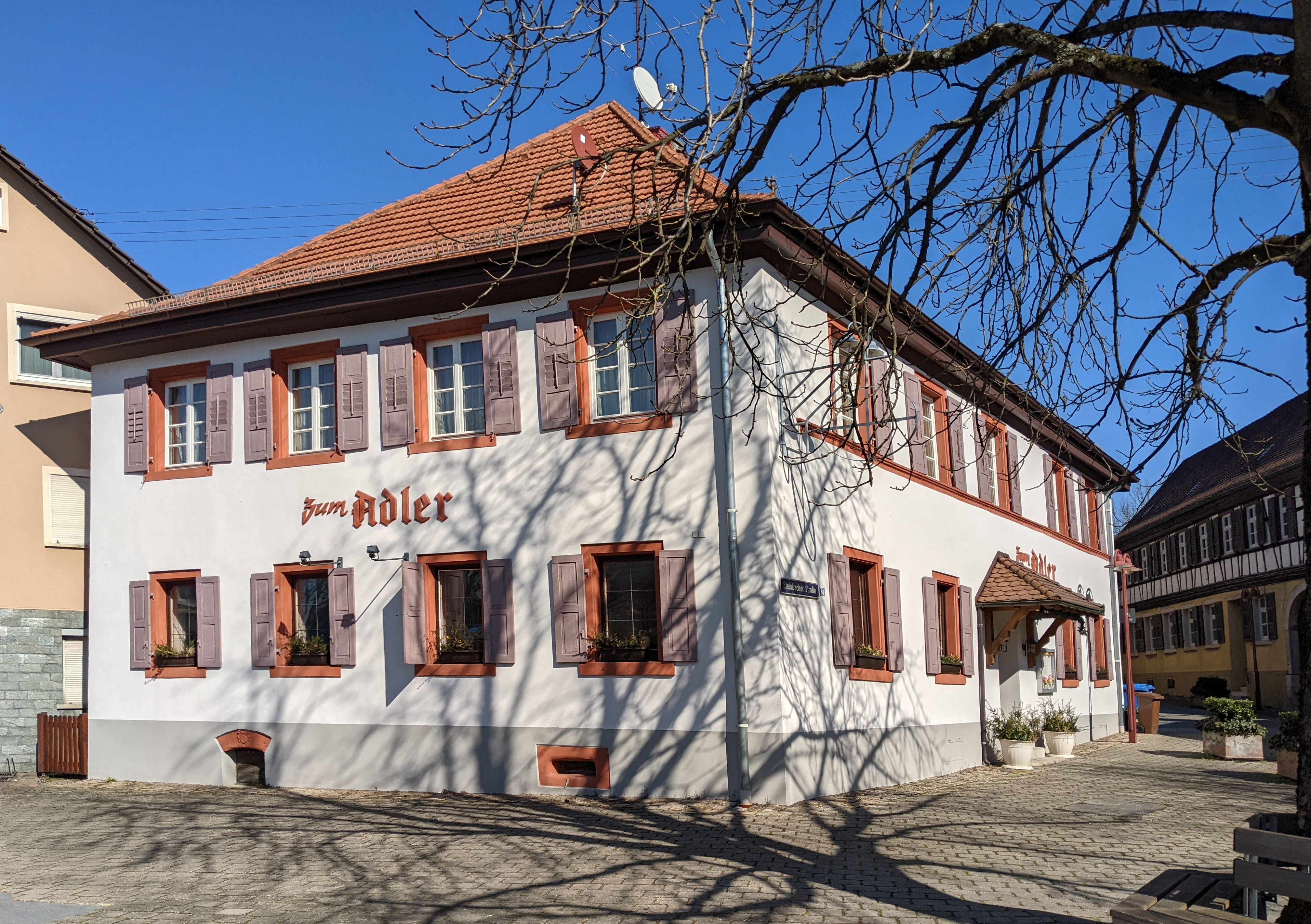
Zum Adler
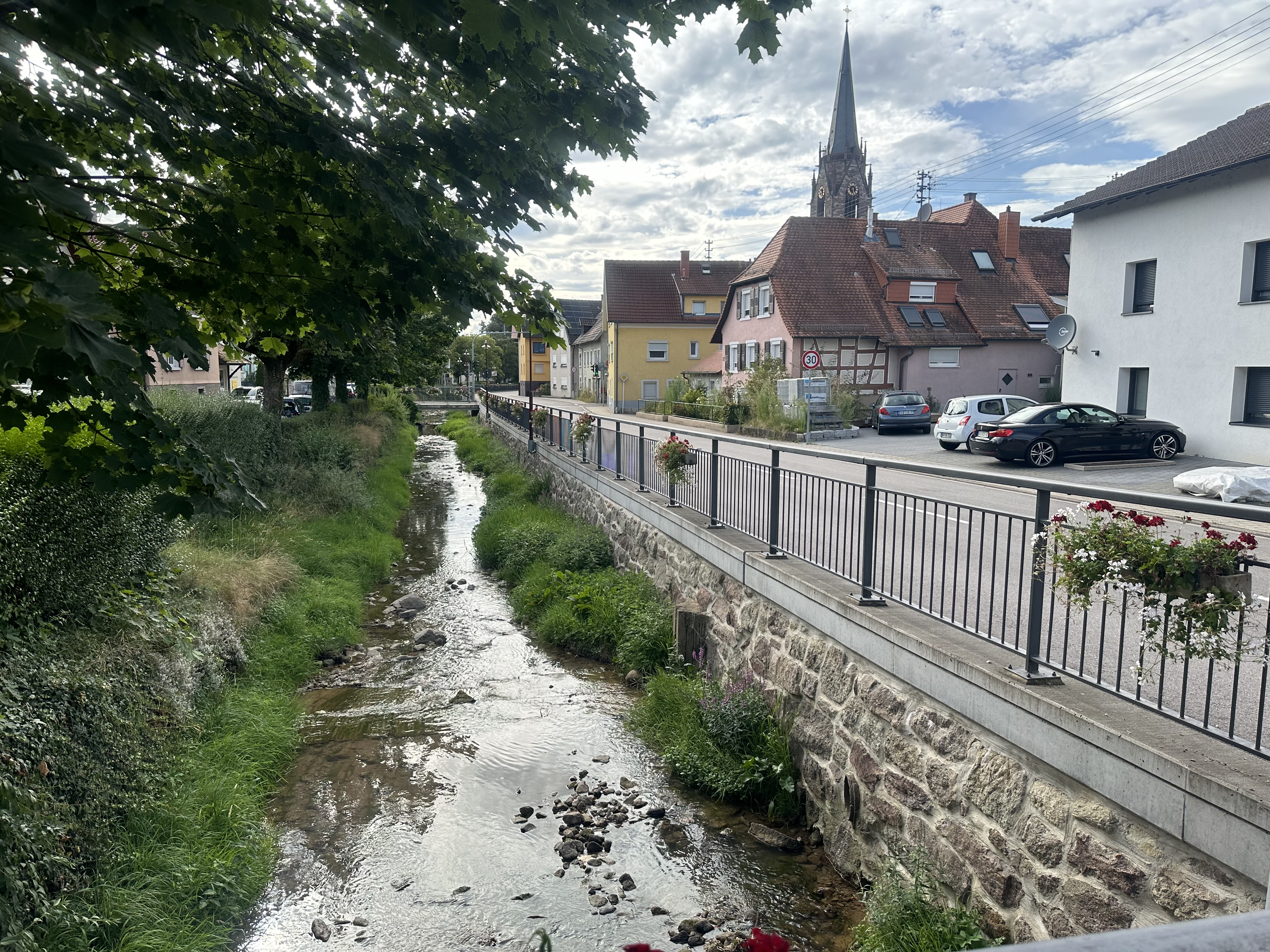
Der Steinbach in Steinbach